# 323 هـ
323 هـ هي سنة في التقويم الهجري امتدت مقابلةً في التقويم الميلادي بين سنتي 934 و935.

## مواليد
- أبو نصر الكلاباذي
- محمد بن العباس الخوارزمي

## وفيات
- أبو جعفر الأربسي
- ابن النحاس
- نفطويه